# Iberoamericana Vervuert
Iberoamericana Vervuert es una editorial académica independiente con sede en Madrid y Fráncfort del Meno. Está especializada en publicaciones sobre culturas y países iberoamericanos, incluyendo España y Portugal.
Además de sus actividades editoriales, Iberoamericana Vervuert es también una librería de libros publicados en España, América Latina y Portugal, que presta su servicio a bibliotecas académicas de todo el mundo.

## Historia
La editorial fue fundada en Fráncfort del Meno en 1977 por Klaus Dieter Vervuert (1945-2017), que dos años antes ya había empezado a importar y distribuir publicaciones de España y América Latina.
Cada año, Iberoamericana Vervuert publica unos 75 títulos sobre la historia, la literatura, el arte y la lengua de América Latina, España y – aunque en menor medida – Portugal. Asimismo, la editorial publica dos revistas: Iberoamericana. América Latina – España – Portugal. y la publicación bianual Revista Internacional de Lingüística Iberoamericana.
Desde 1996 Iberoamericana Vervuert cuenta con una sede en Madrid, ciudad en la que desde 2004 también gestiona la Librería Iberoamericana, situada en el Barrio de las Letras.
Tanto en sus actividades editoriales como en sus labores de distribución, Iberoamericana Vervuert se ha especializado en el intercambio científico y cultural a nivel internacional. 

## Premio de Ensayo Hispánico Klaus D. Vervuert
En 2019 se falló por primera vez el Premio de Ensayo Hispánico Klaus D. Vervuert, convocado en colaboración con el Instituto Cervantes. El premio, de periodicidad bienal, se concede a un ensayo inédito en el ámbito de los estudios hispánicos.
Los laureados:
- 2019:[7] Florencia Bonfiglio für The great Will / El gran legado. Pre-textos y comienzos literarios en América Latina y el Caribe [8]